# Revolución de San Miguel el Grande
La revolución de San Miguel el Grande fue un conflicto armado durante la  Guerra de Independencia mexicana

## Ataque
A mediados de septiembre estalló en San Miguel el Grande una revolución a causa de haber atacado esa villa una numerosa partida de ladrones, que, perseguidos, fueron apresados algunos, entre los que se encontraba uno llamado Azpericueta y el general francés Octavien D’Alvimar quien, según lo refiere Carlos María de Bustamante en su Cuadro Histórico, era el mismo que apareció en 1808 como enviado de Napoleón cuando invadió España, manteniendo relación del cura Miguel Hidalgo, y que a la postre en este movimiento buscaba la reinstauración del Imperio por Agustín de Iturbide y que se le nombrase Teniente general. 

## El general francés en tierras mexicanas
El General Octavien D’Alvimar, era pariente de Napoleón, y junto a otros agentes franceses llegó con la misión secreta de buscar el apoyo de esa nación para el movimiento de independencia de las colonias Españolas. D’Alvimar vino a Nueva España para precisar a manos de los franceses, muchos detalles relacionados con el movimiento de independencia.
A pesar de ello, D’Alvimar fue hecho prisionero por la Comandancia General de las Provincias Internas, no sin antes reunirse con Miguel Hidalgo e Ignacio Allende. Hidalgo, por ejemplo, confesó en su proceso militar haber entablado conversaciones secretas con D’Alvimar en Dolores y con Ignacio Allende en San Miguel el Grande.